# 穴太站 (滋賀縣)
穴太站（日语：／ Anoo eki */?）是位於滋賀縣大津市穴太二丁目，京阪電氣鐵道的石山坂本線停留場。車站編號為OT19。

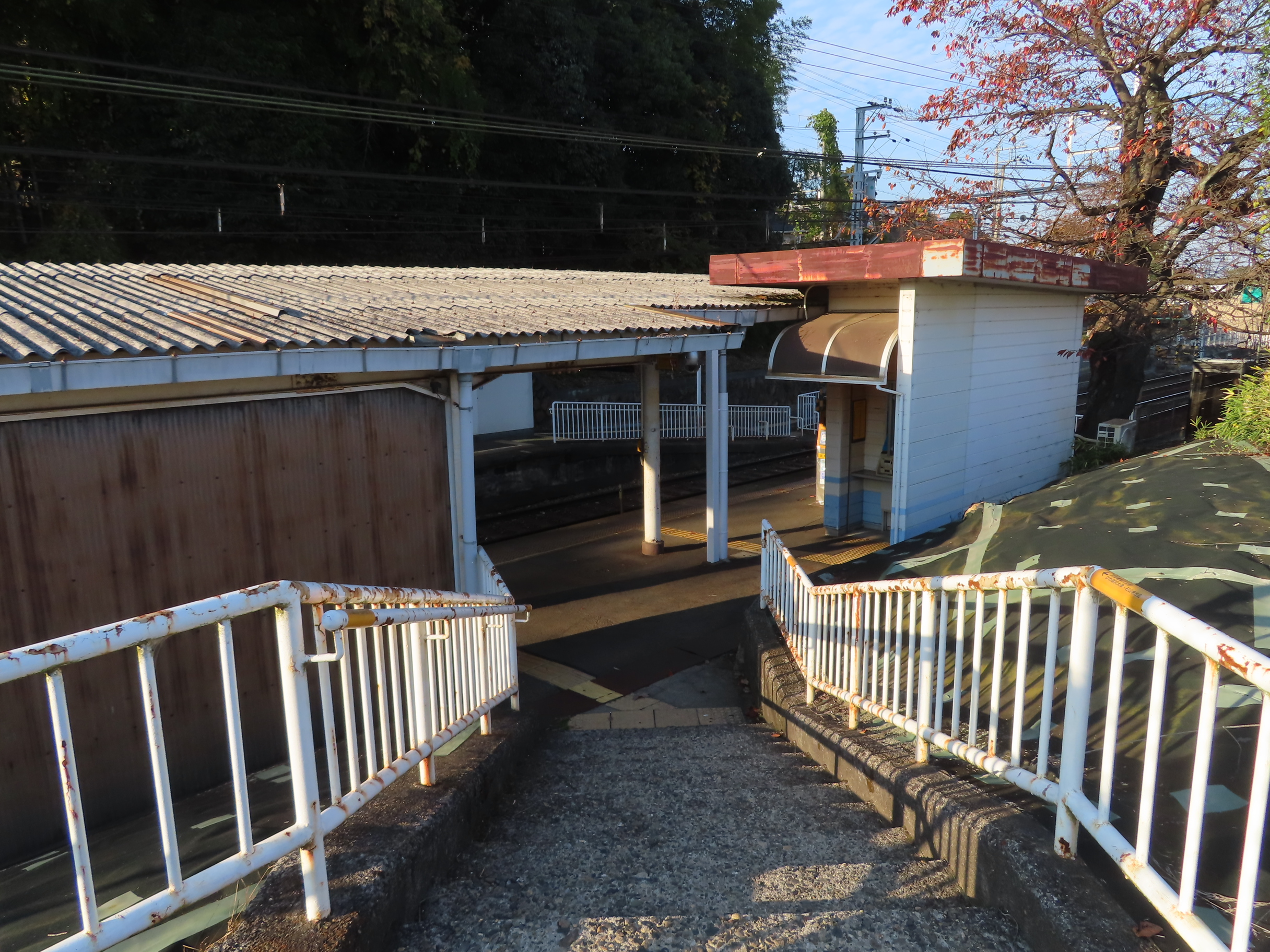
東側出入口（2023年11月）

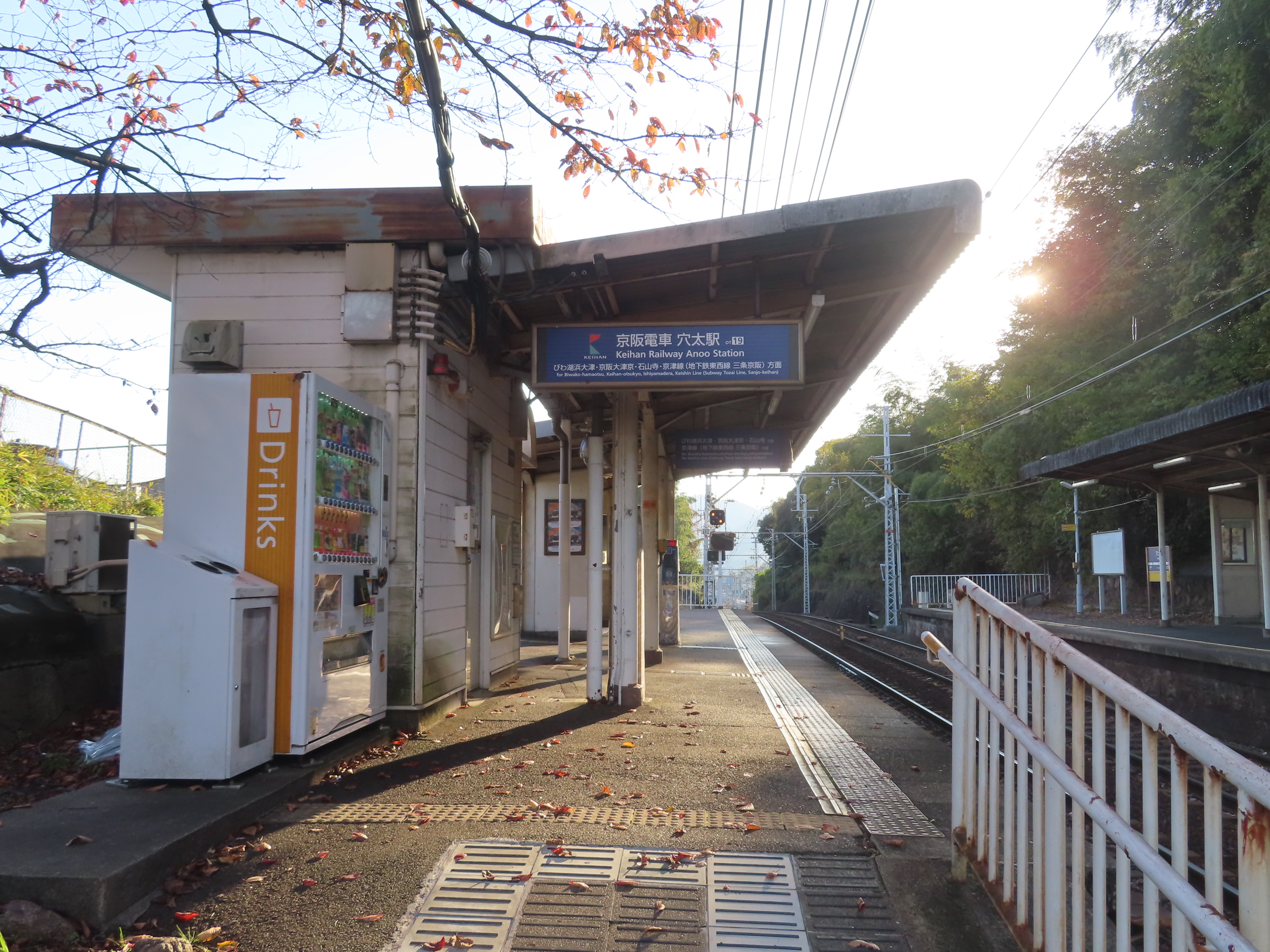
上行方向月台（2023年11月）

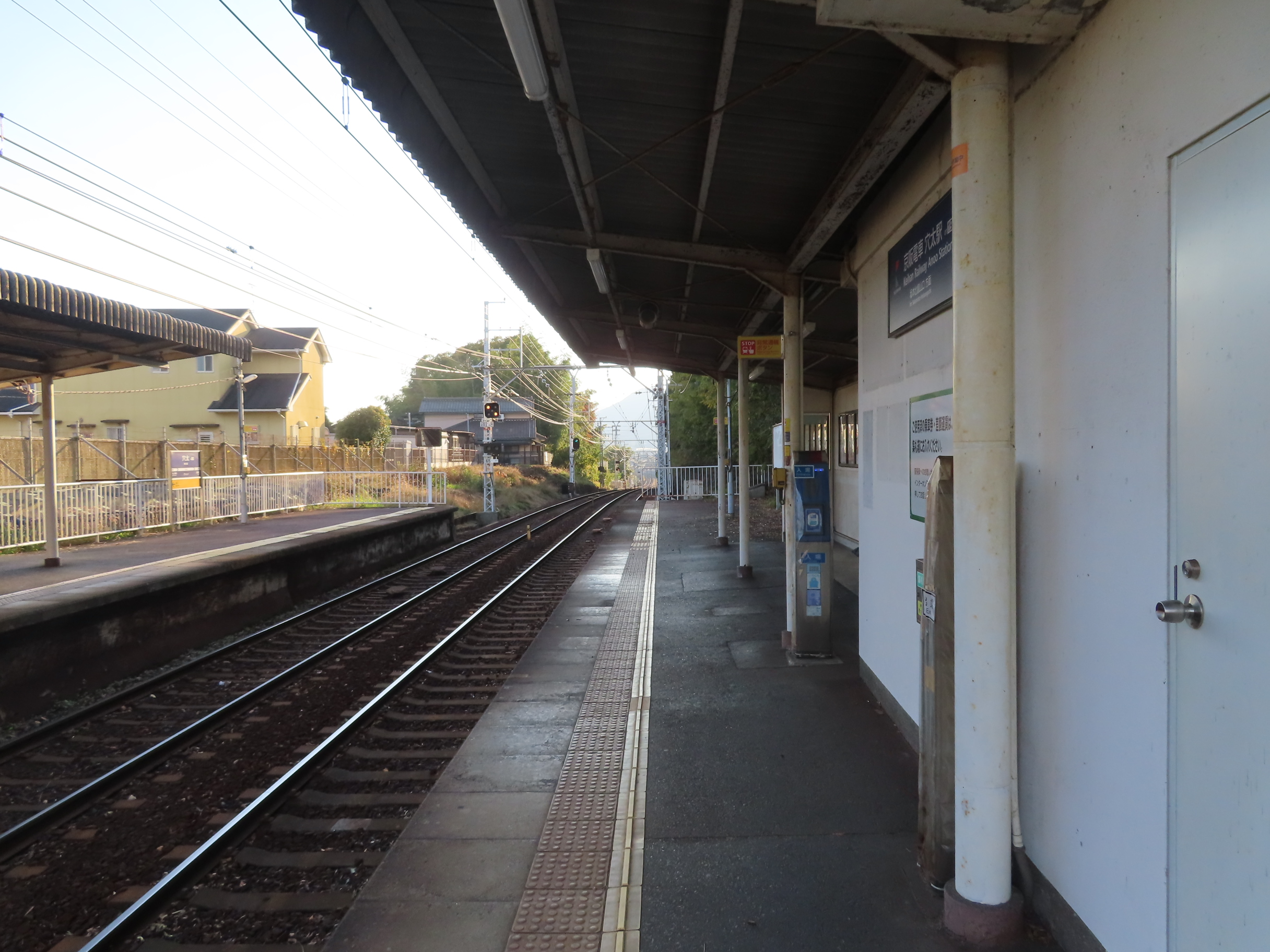
下行方向月台（2023年11月）

## 歷史
- 1927年5月15日 - 琵琶湖鐵道汽船山上（現時已經廢止）至松之馬場之間開通，此站啟用。
- 1929年（昭和4年）4月11日 - 公司合併後，成為(舊)京阪電氣鐵道石山坂本線的車站[3][4]。
- 1943年（昭和18年）10月1日 - 公司合併後，成為京阪神急行電鐵（現時：阪急電鐵）的車站[3][5]。
- 1945年
  - 3月31日 - 由於需要供應金屬，因此穴太至坂本之間變為單線。
  - 5月15日 - 為了防止運輸混亂，車站暫停使用。
- 1946年9月10日 - 車站重開。
- 1949年（昭和24年）12月1日 - 公司分離後，成為(新)京阪電氣鐵道的車站[3][5]。
- 1967年7月9日 - 站內的安全側線竣工，開始使用。
- 1997年9月30日 - 穴太至坂本之間再次成為雙線[6]。

## 車站構造
車站是一座地面車站，設有2面2線的相對式月台。此站是整日無人車站。此站沒有車站大樓。石山寺方向月台的出入口位於中央，坂本方向月台的出入口位於靠近坂本一方。兩月台靠近坂本一方設有站內平交道。此站設有PiTaPa（ICOCA）等IC卡專用閘機。

### 月台
| 月台 | 路線        | 上下行 | 方向                                                                       | 備註                               |
| ---- | ----------- | ------ | -------------------------------------------------------------------------- | ---------------------------------- |
| 西邊 | ▼石山坂本線 | 下行   | 坂本比叡山口方向                                                           |                                    |
| 東邊 | ▼石山坂本線 | 上行   | 京阪大津京、琵琶湖濱大津、石山寺方向 ▲京津線（ 地下鐵東西線 三條京阪）方向 | 京津線需要在琵琶湖濱大津站轉乘列車 |

※月台可容納2卡列車。在旅客資訊上沒有編排月台編號。

## 車站周邊
- 國道161號（日语：国道161号）
- 唐崎神社（日语：唐崎神社）
- JR西日本湖西線唐崎站
- 高穴穗神社　祭祀景行天皇
- 穴太地藏堂　別名「延命地藏」
- 野添墓地

參考資料

## 其他
- 關於相近的站名，包括了位於三重縣東員町三岐鐵道北勢線同字異音的穴太站（讀音：あのうえき），以及位於福岡縣北九州市筑豐電氣鐵道同音異字的穴生站（讀音：あのおえき）。
- 動畫《中二病也想談戀愛！》（京都動畫）中，最接近主角就讀的高等學校之虛構車站為「六大站」，該站模仿此站。

## 相鄰車站
京阪電氣鐵道
▼石山坂本線
滋賀里（OT18）－穴太（OT19）－松之馬場（OT20）
- 在1974年前，滋賀里站與此站之間設有水耕農場前站。

## 注腳
1. ↑  大津市統計年鑑
2. ↑  停車站資訊圖 （页面存档备份，存于）（日語） - 京阪電氣鐵道
3. 1 2 3  高橋 2017，第28頁.
4. ↑  寺田 2013，第276頁.
5. 1 2  寺田 2013，第275頁.
6. ↑  . 交通新聞 (交通新聞社). 1997-08-04: 1 （日语）.
7. ↑  京阪電鐵月刊沿線情報誌《K PRESS》2014年6月號6頁「気になるあの駅散策マップ」

## 外部連結
- 穴太 - 京阪電氣鐵道